# Ouville-la-Bien-Tournée
Ouville-la-Bien-Tournée ist eine Ortschaft im französischen Département Calvados in der Normandie. Die vormals eigenständige Gemeinde gehörte zum Kanton Livarot und zum Arrondissement Lisieux und war ein Mitglied des Gemeindeverbandes Communauté de communes des Trois Rivières. Sie grenzte im Nordwesten an Percy-en-Auge, im Nordosten und im Osten an Le Mesnil-Mauger, im Südosten an Bretteville-sur-Dives, im Süden an Thiéville und im Westen an Magny-la-Campagne. Sie ging mit Wirkung vom 1. Januar 2017 in der Commune nouvelle Saint-Pierre-en-Auge auf.

## Sehenswürdigkeiten
- Wassermühle
- Kirche Notre-Dame, Monument historique

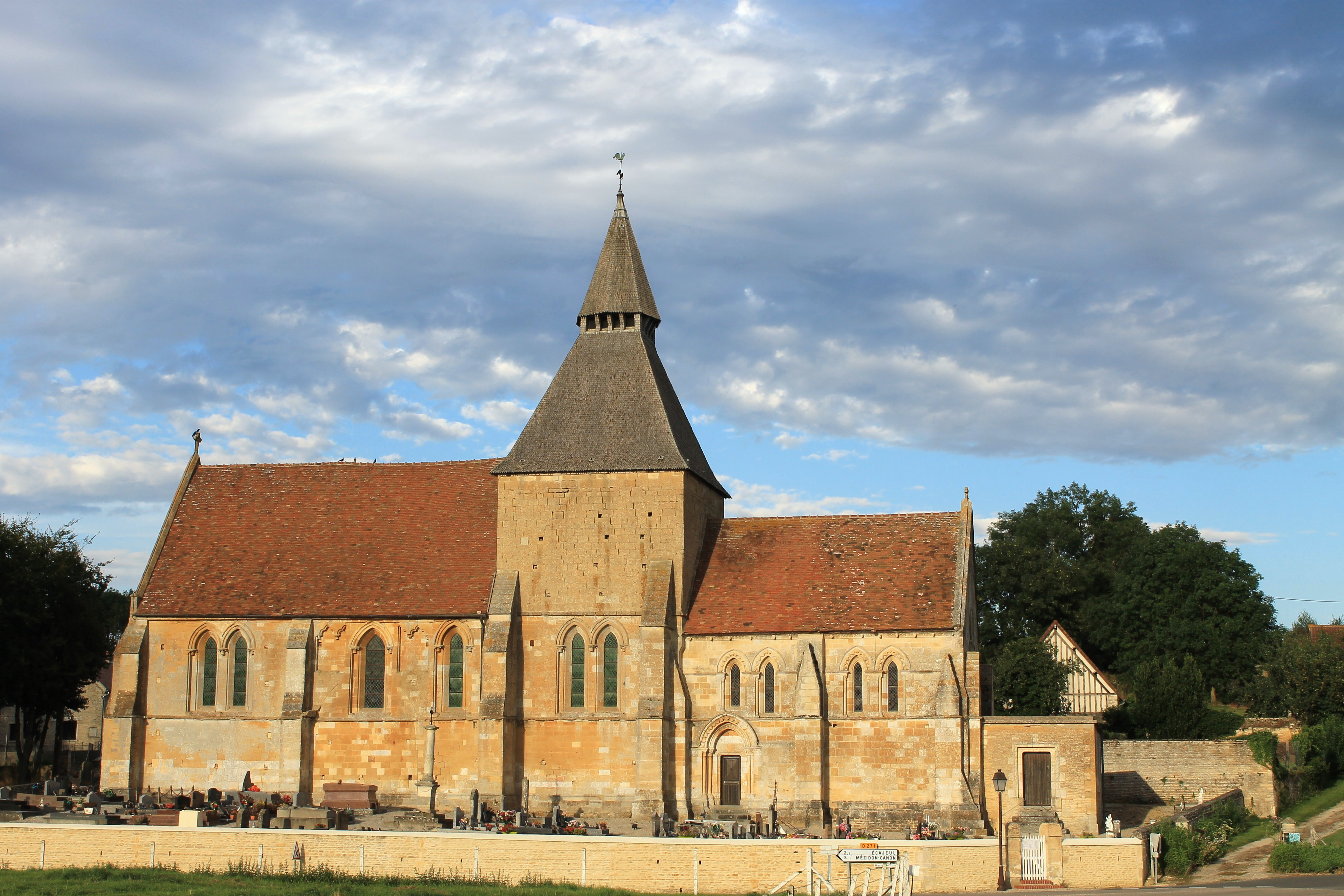
Kirche Notre-Dame
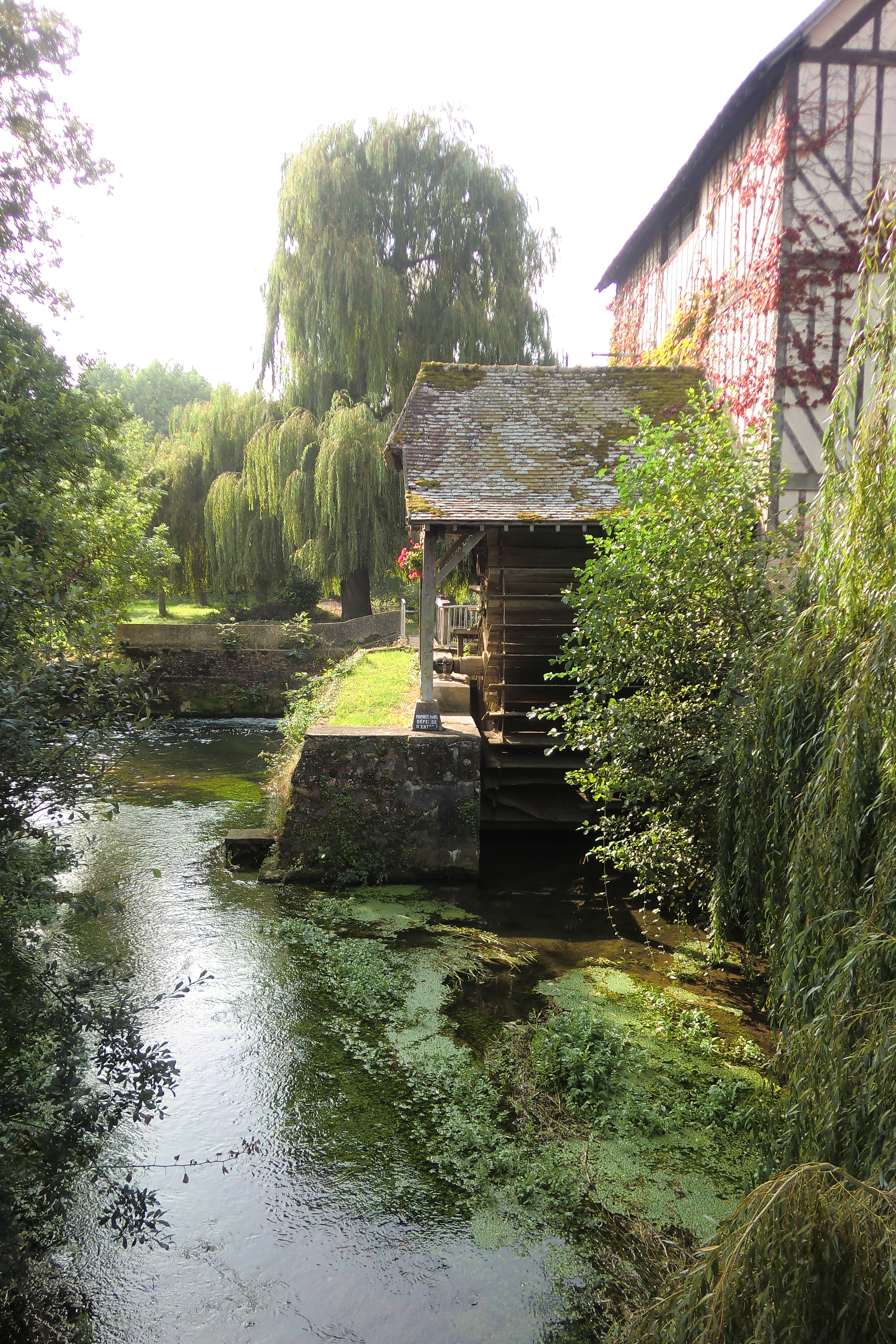
Wassermühle

## Bevölkerungsentwicklung
| Jahr      | 1962 | 1968 | 1975 | 1982 | 1990 | 1999 | 2008 |
| --------- | ---- | ---- | ---- | ---- | ---- | ---- | ---- |
| Einwohner | 284  | 240  | 218  | 209  | 243  | 241  | 217  |